# Neococcidencyrtus cullainis
Neococcidencyrtus cullainis är en stekelart som beskrevs av John S. Noyes 1987. Neococcidencyrtus cullainis ingår i släktet Neococcidencyrtus och familjen sköldlussteklar. Inga underarter finns listade i Catalogue of Life.